# مارفن ديفيس
مارفن ديفيس (بالإنجليزية: Marvin Davis)‏ هو لاعب كرة القدم الكندية أمريكي، ولد في 25 مايو 1952 في شريفبورت في الولايات المتحدة.

## وصلات خارجية
- مارفن ديفيس على موقع مرجع كرة القدم المحترفة.كوم (الإنجليزية)